# Institut de recherche et coordination acoustique/musique
Het Institut de recherche et coordination acoustique/musique (IRCAM) in Parijs is een vooraanstaand instituut op het gebied van nieuwe (al dan niet elektronische) muziek, dat specialisten uit verschillende disciplines (muziek, informatica, akoestiek e.d.) samenbrengt. Veel hedendaagse componisten hebben er gestudeerd of stage gelopen.
Het IRCAM is gevestigd in een gebouw dat, net als het naastgelegen Centre Pompidou, is ontworpen door Renzo Piano. In 1970 nam president Georges Pompidou het initiatief tot de oprichting van het IRCAM. Hij vroeg componist en dirigent Pierre Boulez om het instituut vorm te geven en om de leiding ervan op zich te nemen. Boulez trok zich in 1992 terug en werd als directeur opgevolgd door Laurent Bayle.
Tussen 2002 en 2005 was de filosoof Bernard Stiegler directeur van het instituut. Daarna werd de muzikant Frank Madlener van artistiek tot algemeen directeur benoemd.

## Externe link

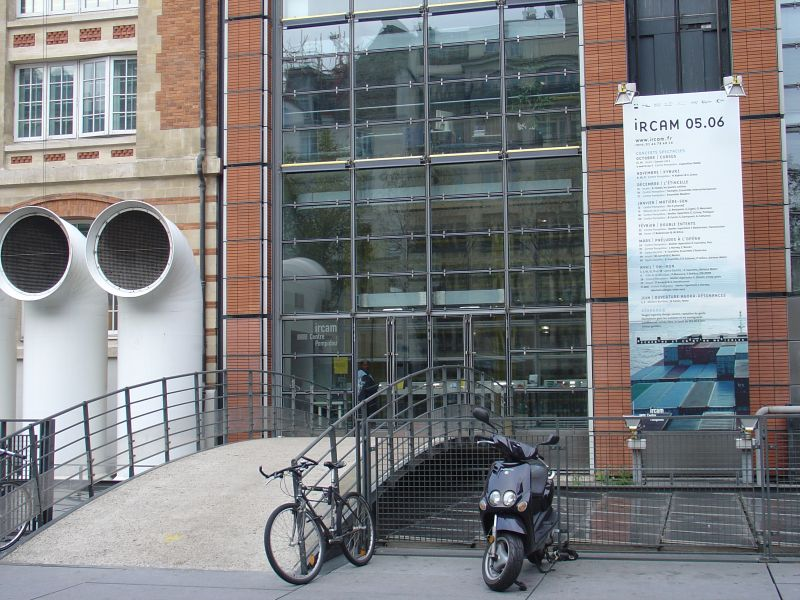
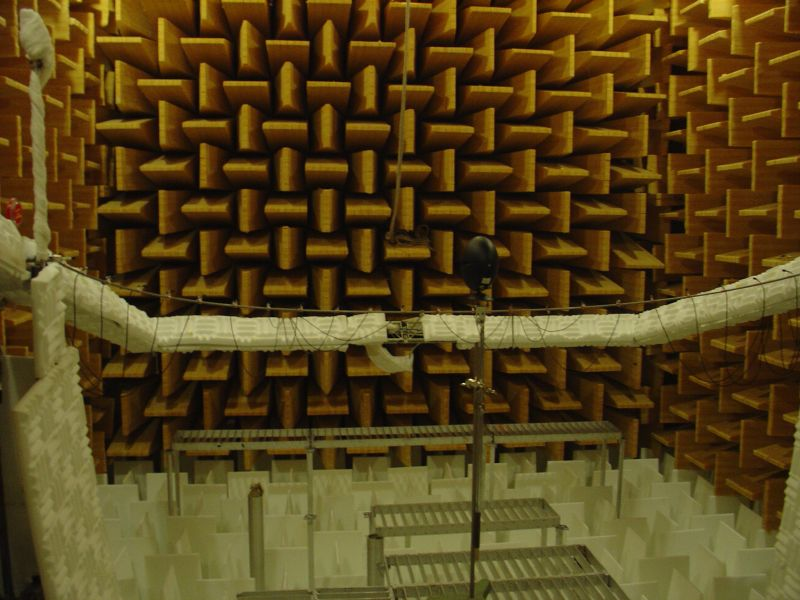
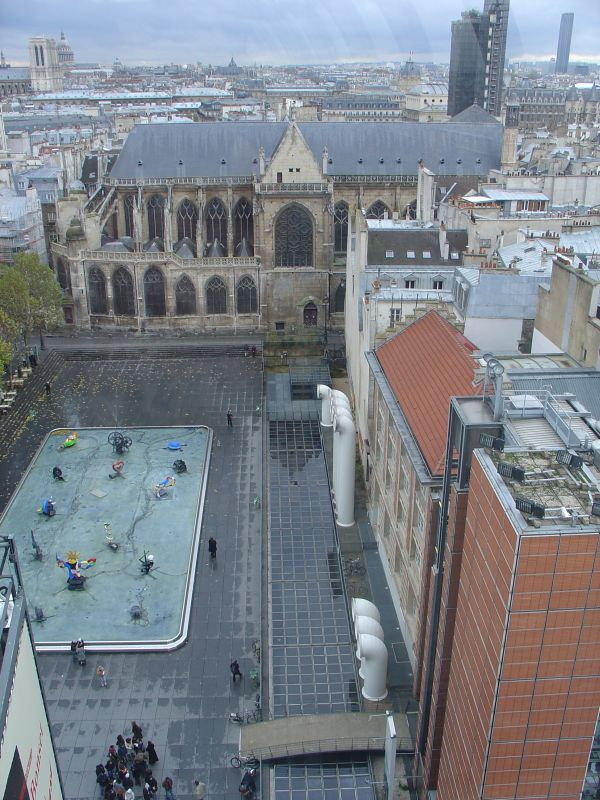